# Тюнгкян
Тюнгкя́н (также Тюнгкээн, Тюнкян, Тюнкан) — река в Якутии (Россия), правый приток Тюнга, принадлежит к бассейну реки Лены. Протекает по территории Верхневилюйского улуса и Оленёкского района Якутии. Длина — 174 км, площадь водосборного бассейна составляет 3880 км².
Река берёт начало на северо-западе Центральноякутской равнины на высоте более 340 метров над уровнем моря под названием Билир-Юрях. В верховьях течёт на юго-восток, затем поворачивает и течёт преимущественно в восточном направлении, в низовьях — в северо-восточном. В бассейне преобладает лиственница. Активно меандрирует. Впадает в Тюнг справа, ниже впадения Арга-Тюнга, в 711 км от устья Тюнга, на высоте 179 м над уровнем моря. В нижнем течении ширина реки 62-66 м при глубине 1-1,2 м и скорости течения 0,5 м/с.

## Основные притоки
Указаны поименованные притоки длиной 30 км и более.
| Название | Расстояние от устья | Длина | Положение |
| -------- | ------------------- | ----- | --------- |
| Куду     | 44                  | 80    | правый    |
| Дярбан   | 100                 | 37    | правый    |

## Данные водного реестра
По данным государственного водного реестра России относится к Ленскому бассейновому округу, речной бассейн — Лена, речной подбассейн — Вилюй, водохозяйственный участок — Тюнг.
Код объекта в государственном водном реестре — 18030800512117400025327.